# 刘心武
刘心武（1942年6月4日—），笔名刘浏、赵壮汉，男，四川安岳人，成都出生，中国当代作家、红学家，擅长青年题材写作。研究《红楼梦》长达十余年，坚持从秦可卿这一人物入手，开创了红学研究的一个新分支——秦学。除了《红楼梦》，他也对《金瓶梅》研读了许多年。

## 生平
1942年，刘心武出生在四川省成都市。1950年后移居北京市。1961年毕业于北京师范专科学校中文系，担任中学教师15年。1976年任北京出版社编辑，参与创刊《十月》并任编辑。后任《人民文学》杂志的主编。
1977年11月发表短篇小说《班主任》，被视为“伤痕文学”开山之作，也被认为是新时代文学的发轫作，引起轰动。
1985年出版長篇小說《钟鼓楼》。另发表《5·19长镜头》、《公共汽车咏叹调》，再次引发关注。
1986至1987在杂志《收获》开辟《私人照相簿》个人专栏，1999年出版《树与林同在》。
1987年《人民文学》杂志一、二期合刊，由于“反对资产阶级自由化”运动遭到批判，被收回销毁，刘心武遭到停职检查。
1992年后发表诸多随笔。
1993年发表研究《红楼梦》的学术论文，并用小说形式发表，长期以来坚持从秦可卿这一人物入手，开创了红学研究的一个新分支——秦学。
1995年初步尝试建筑评论，1998年由中国建筑工业出版社出版《我眼中的建筑与环境》，2004年由中国建筑工业出版社出版《材质之美》。
1993年出版《刘心武文集》8卷，直至2005年，海内外出版的个人专著的不同版本超过130种。其多部作品已被译为英、法、德、日、俄、意、韩、捷克、瑞典、希伯来等文字出版。
2005年在中国中央电视台科教频道百家讲坛开讲《刘心武揭密〈红楼梦〉》系列节目，原定为36集，但至23集时遭致红学家干预而停播。
2006年4月12日，刘心武应纽约华美人文学会之邀抵达美国，4月16日于哥伦比亚大学做了两次“红楼揭密”演讲。2007年7月，继续在百家讲坛讲述《刘心武揭密〈红楼梦〉》系列节目。
2010年3月，在中央电视台]百家讲坛讲述《〈红楼梦〉八十回后真故事》系列节目。
2011年2月，《刘心武续红楼梦》由江苏人民出版社出版发行，并且引发热议，谈论人群大致分为两派：一派质疑刘心武续写的权威性，力保名著不被“玷污”；另一派则期待尽早看到有别于以往的“红楼后二十八回”。
2016年7月，书籍《刘心武揭秘〈金瓶梅〉》发行，他在书中揭秘了《金瓶梅》的成书之谜、西门庆死亡之谜、大结局之谜、影响《红楼梦》之谜等31个谜题。

## 作品风格
刘心武常常從細節入手進行分析，因此其紅學理論多屬“索引派”。他所續的紅樓夢，以盡可能貼近原著中的判詞等細節為準，如賈寶玉和史湘云頭髮變白的情節，便是按照原著中的“因麒麟伏白首雙星”回目來寫的。由於苛求準確無誤地還原原著中的細微末節，常常不惜犧牲總體的合理性。

## 评价
在《刘心武续红楼梦》出版后，红学大家周汝昌写诗祝贺并褒奖刘心武，肯定了刘心武不惧指责勇于探佚的精神，称赞刘心武为“勇士”、“君子”。
周汝昌：如今幸而来了一位名作家刘先生，心甘情愿弥补这一缺陷，对于红学界来说，增添了实力，注入了新的思想智慧，我们应该表示热烈欢迎。
刘心武曾经把北宋诗人黄庭坚的诗作《寄黄几复》中的名句“桃李春风一杯酒，江湖夜雨十年灯”，说是自己“梦中偶得”而发表，引发很多批评。在百家讲坛上讲《红楼梦》，又被人指杜撰。

## 获奖作品
- 短篇小说《班主任》1978年获全国首届优秀短篇小说一等奖。
- 长篇小说《钟鼓楼》1985年获第二届茅盾文学奖。
- 长篇小说《四牌楼》1994年获得第二届上海优秀长篇小说大奖。
- 短篇小说《我爱每一片绿叶》、儿童文学《看不见的朋友》《我可不怕十三岁》曾获过全国性奖项。

## 主要作品

### 长篇小说
- 《钟鼓楼》1985人民文学出版社
- 《风过耳》1992中国青年出版社
- 《四牌楼》1993上海文艺出版社
- 《栖凤楼》1996人民文学出版社
- 《树与林同在》1999山东画报出版社
- 《鸟人》2010花城出版社
- 《飘窗》2014漓江出版社，《人民文学》2014年第5期
- 《邮轮碎片》2020人民文学出版社

### 中短篇小说
短篇小说
- 《班主任》1977、《爱情的位置》1978、《我爱每一片绿叶》1979、《她有一头披肩发》、《黑墙》、《5•19长镜头》1985、《京漂女》2002、《人面鱼》2003

中篇小说
- 《睁大你的眼睛》1997、*《如意》1980、《体交叉桥》1981、*《公共汽车咏叹调》1986、*《仙人承露盘》1995、*《站冰》2004
- 小小说《寻找地平线》等215篇
- 儿童文学《善的教育》《我是你的朋友》2007

### 散文随笔
- 《垂柳集》1986、*《献给命运的紫罗兰》2006、*《富心有术》1993、*《仰望苍天》1994、*《人生非梦总难醒》1995、*《你哼的什么歌》1996、*《我爱吃苦瓜》2000、*《深夜月当花》2002、*《藤萝花饼》2006、*《人在胡同第几槐》2009、*《命中相遇》2012、*《一切还都来得及》2019
- 建筑评论 
  - 《我眼中的建筑与环境》1998中国建筑工业出版社
  - 《材质之美》2004中国建材工业出版社

- 其他作品
  - 杂文集 《难以忏悔》、*海外游记《用心去游》2006、*多品种作品《私人照相簿》1997、*创作谈《斜坡文谈》1987、*文学理论与批评《中国作家与当代世界》、*早期作品《懵懂集》、

### 评红评金
评红续红
- 《刘心武揭秘〈红楼梦〉》（全四部）2005-2007，东方出版社
- 《红楼望月》2005，书海出版社
- 《红楼拾珠》2006，云南人民出版社
- 《红楼眼神》2010重庆出版社（《刘心武续说红楼：眼神·拾珠·细处》与之是同一书）、
- 《红楼梦八十回后真故事》2010年江苏人民出版社
- 《刘心武续红楼梦》，2011年江苏人民出版社
- 《刘心武谈〈红楼梦〉》2015年人民文学出版社

评金
- 《刘心武评点〈金瓶梅〉》上中下，2012 漓江出版社
- 《刘心武揭秘〈金瓶梅〉》2016 长江文艺出版社

### 自述
- 《我是刘心武》1996 团结出版社
- 《我是刘心武 60年生活历程之回忆》2006 天津人民出版社
- 《那边多美呀！》2009悼念妻子吕晓歌
- 《我是刘心武 风雨夜归正逢时》2012 漓江出版社
- 《刘心武文学回忆录》2017广东人民出版社

### 文集
- 《刘心武文集》8卷，1993年华艺出版社
- 《刘心武文存》40卷，2012年 江苏人民出版社。长篇小说5卷、中篇小说4卷、短篇小说5卷、小小说1卷、儿童文学1卷、建筑评论2卷、《红楼梦》研究4卷、散文随笔11卷、杂文1卷、海外游记1卷、多品种1卷、创作谈1卷、理论批评1卷、早期（1958年至1976年）作品1卷、自述1卷。
- 《刘心武文粹》26卷，2016年译林出版社

## 脚注
1. ↑  周汝昌，《辛卯立春大节纪事二首：贺刘心武续红楼梦竣工》，“一贺岁得芳讯，壮哉勇士风。为芹收佚稿，何论异还同。二淡交慕君子，何事互寻求。三节一通问，四时总顺流。彩牛迎渌酒，金兔上红楼。胜业为芹献，源同云梦头。”